# Ophichthus arneutes
Ophichthus arneutes är en fiskart som beskrevs av Mccosker och Rosenblatt, 1998. Ophichthus arneutes ingår i släktet Ophichthus och familjen Ophichthidae. Inga underarter finns listade i Catalogue of Life.